# 吉布森 (紐約州)
吉布森（英語：Gibson）是位於美國紐約州斯托本縣的非建制地區。

## 歷史
吉布森的郵局於1847年設立，其後於1905年停運。

## 地理
吉布森所處的海拔為高於海平面284米（即932英呎），而該地所採用的時區為UTC-5，即北美东部时区（EST）。同時該地設有夏令時間，為UTC-5調快一小時，即UTC-4（EDT）。